# Veronicastrum yunnanense
Veronicastrum yunnanense är en grobladsväxtart som först beskrevs av W. W. Smith, och fick sitt nu gällande namn av Yamazaki. Veronicastrum yunnanense ingår i släktet kransveronikor, och familjen grobladsväxter. Inga underarter finns listade i Catalogue of Life.